# Etayi (Wahlkreis)
Der Wahlkreis Etayi ist ein Wahlkreis im Nordosten der Region Omusati im zentralen Norden Namibias. Kreisverwaltungssitz ist Etayi. Im Wahlkreis leben (Stand 2023) 30.088 Menschen auf einer Fläche von 544 Quadratkilometern.

## Wahlen
| Wahl | Name                  | Partei | Stimmenanteil |
| ---- | --------------------- | ------ | ------------- |
| 1992 |                       |        |               |
| 1998 | Bernadinus Shekutamba | SWAPO  | o. W. 1       |
| 2004 | Bernardius Shekutamba | SWAPO  | 99,1 %        |
| 2010 | Bernadinus Shekutamba | SWAPO  | 97,6 %        |
| 2015 | Elisa Johannes        | SWAPO  | 98,0 %        |
| 2020 | Hans Haikali          | SWAPO  | 85,7 %        |